# Alien Planet
Alien Planet (cu sensul de Planeta extraterestră) este un roman științifico-fantastic de Fletcher Pratt. A apărut în 1962 la Avalon Books.

## Prezentare
Merrick Wells și Alvin Schierstedt întâlnesc un extraterestru asemănător unui om (Ashembe) din Murashema. El își demonstrează geniul învățând rapid limba engleză dintr-o copie a Neguțătorului din Veneția de Shakespeare. În timp ce-l ajută pe Ashembe cu reparații la Shoraru, cuvânt pe care Ashembe îl traduce ca „Mașina Cerului”, unul dintre bărbați este prins în interior și face zborul de întoarcere către Murashema. Confruntat cu alegerea de a lucra pentru a-și câștiga existența sau de a interpreta ca artist pentru a-și plăti necesitățile, Merrick interpretează poezii populare englezești în ritm dramatic. El este lăudat de extratereștri pentru această nouă formă de artă, dar Merrick află că va fi grav pedepsit dacă se descoperă că aceste poezii nu sunt originale. Din fericire, el scapă înainte ca neînțelegerea obiceiurilor străine să-l arunce în primejdie; și află că un guvern aparent utopic trebuie să aibă inevitabil defecte. 

## Legături externe
- en  Istoria publicării lucrării Alien Planet la Internet Speculative Fiction Database

## Vezi și
- 1962 în științifico-fantastic